# Франкофонія
Франкофонія (фр. Francophonie) — міжнародна організація співробітництва франкомовних країн світу, яка об'єднує 54 повноправних та 4 асоційованих членів, що презентують різні держави або частини держав світу, а також 26 спостерігачів. Головним критерієм для вступу до організації є не ступінь володіння французькою мовою населення тієї чи іншої держави, а культурні зв'язки з Францією.

## Історія терміна
Уперше термін «франкофонія» вжито 1880 року в середовищі географів. Вважають, що його запровадив Онезим Реклю.

## Організація франкофонії
Майже всі франкомовні країни об'єднані в Міжнародну організацію співробітництва франкомовних країн світу (фр. L’Organisation internationale de la francophonie, OIF).
Міжнародна організація франкофонії (МОФ) створена в 1970 у Ніамеї (Нігер) за ініціативою президентів Л. Сенгора (Сенегал), Х. Діорі (Нігер) та Х. Бургіби (Туніс) та за сприяння принца Н. Сіанука (Камбоджа) і президента Франції Ж. Помпіду під назвою Агентство культурного та технічного співробітництва. У 1998 р. Організація отримала назву Міжнародна організація франкофонії. Головне покликання Організації — сприяння розвитку різнопланового співробітництва між повністю або частково франкомовними державами.
Коло інтересів МОФ є досить широким і, окрім питань мовно-культурної проблематики, включає такі актуальні напрями міжнародного співробітництва як:
- зміцнення миру і безпеки, запобігання виникненню конфліктів;
- розвиток демократичних інститутів, захист прав людини;
- забезпечення сталого розвитку в умовах глобалізації;
- розширення економічного і технічного співробітництва тощо.

Організація підтримує контакти з ООН, Світовим Банком, ЄС, ЮНЕСКО, ФАО, ЮНІСЕФ, Африканським банком розвитку та ін.
Організація об'єднує 56 членів, що представляють різні держави або частини держав світу, а також 14 спостерігачів. Головним критерієм для вступу до організації вважають не ступінь володіння французькою мовою населення тієї чи іншої держави (хоча це вітається), а, швидше, культурні зв'язки з Францією, що склалися протягом десятиліть і навіть століть. Так, наприклад, Україна і країни Балтії є спостерігачами франкофонії, а Вірменія — асоціативним членом. У сучасному вигляді Франкофонія існує з 1970 р. Девізом організації служить французький вислів «Рівність, доповнення, солідарність» (фр. Égalité, Complémentarité, Solidarité).
Україна з 29 вересня 2006 року є спостерігачем у Міжнародній організації франкофонії, що було оформлено на Бухарестському саміті цієї організації.

## Структура організації

### Конференція
Найвищим форумом МОФ є конференція (саміт) глав держав і урядів країн франкофонії. Саміт проходить один раз на два роки. За результатами обговорення питань економічного, політичного та культурного співробітництва приймаються Декларація та План дій. На час проведення саміту та у період до проведення наступного саміту в МОФ головує глава держави чи уряду країни-організатора.

### Конференція міністрів франкофонії
Створена 1991 року, забезпечує політичну наступність діяльності Організації між самітами. Очолює конференцію міністр закордонних справ країни-господаря саміту. Термін повноважень цього міністра триває протягом одного року до проведення саміту та одного року після його проведення.

### Генеральний секретар
Генеральний секретар МОФ, є головною розпорядчою особою Організації. Він має статус міжнародного чиновника. Головує у Постійній раді франкофонії та у Раді зі співробітництва. Крім того, до його повноважень відноситься керівництво поточною роботою секретаріату МОФ. Уперше ця посада запроваджена 1997 року на саміті МОФ у Ханої. Упродовж п'яти років її обіймав колишній Генеральний секретар ООН Бутрос Галі (Єгипет). На 9-му саміті МОФ у Бейруті (у жовтні 2002 р.) Генеральним секретарем МОФ було обрано колишнього Президента Сенегалу Абду Діуфа (який був переобраний у вересні 2006 р. і у жовтні 2010 р.).
З 5 січня 2015 до 2 січня 2019 року генеральним секретарем була колишня генерал-губернаторка Канади Мікаель Жан. Чинним генеральним секретарем з 3 січня 2019 року є колишня міністр закордонних справ Руанди Луїза Мушиківабо.

### Постійна рада
Постійна рада франкофонії є постійним інституційним та політичним органом МОФ. Всі країни-члени МОФ призначають до Ради свого офіційного представника. Головним завданням Ради є підготовка та проведення самітів МОФ, забезпечення виконання рішень самітів і міністерських конференцій.

### Рада зі співробітництва
Рада зі співробітництва, до складу входять Адміністратор з питань багатостороннього співробітництва та представники «безпосередніх операторів» з окремих напрямів діяльності МОФ. Завданнями ради є розробка відповідних програми та забезпечення їх фінансування. Склад ради призначається Генеральним секретарем.
«Безпосередніми операторами» МОФ є: — Міжнародна асоціація мерів повністю або частково франкомовних столичних міст (розв'язують питання урбанізації та впорядкування міст);
- Міжуніверситетське агентство франкофонії (до його компетенції належать питання вищої освіти та наукових досліджень) — мережа університетів, які є повністю або частково франкомовними. Ректорат агентства розташований в Монреалі, крім того, існує 9 регіональних бюро;
- Телевізійний міжнародний канал TV5. Діє у Франції з 1984 р., у Квебеку — з 1998 р., в Латинській Америці, Карибському басейні та Африці — з 1992, в Азії — з 1997, у США — з 1998 р.;
- Міжнародний університет французької мови для розвитку Африки (Університет Сенгора). Створений 1989 року в Александрії (Єгипет). Мета діяльності університету забезпечення підвищення кваліфікації кадрів вищої ланки африканських франкомовних країн у сферах адміністрації та управління, охорони довкілля, продовольства й охорони здоров'я, культури.

У межах МОФ функціонує Міжпарламентська асамблея франкофонії, створена 1967 року. До повноважень Асамблеї належать консультативні функції.
Штаб-квартира МОФ розташована в Парижі. Організація має представництва при ООН (у Нью-Йорку та Женеві) та при ЄС (у Брюсселі).

## Додаткові факти, статистика
До франкофонії певним чином входить 75 держав і урядів (в тому числі 19 спостерігачів) на всіх заселених континентах землі. Тобто понад третя частина країн, які є членами ООН. Таким чином чисельність населення налічує понад 890 млн осіб або 13 % населення світу.
Франкомовне населення становить сьогодні 3 % населення планети, з яких 60 % — молодь віком до 30 років. У світі 85 млн — вивчають французьку мову як другу іноземну.
У Європі кількість франкомовного населення становить 44 %, в Африці — 46,3 %, Америці — 7,6 %, Азії — 1,8 %, Океанії — 0,3 %.
Французька мова є офіційною в 32 країнах світу.
5 % інформації, що поширюється через мережу Інтернет, є франкомовною (інші мови для прикладу — англійська — 45 %, німецька — 7 %, іспанська 4,5 %).
19 % обсягів світової торгівлі товарами здійснюють франкомовні країни.
У Європейському Союзі французька мова посідає друге місце за поширенням (19 %). На першому місці англійська — 41 %, на третьому німецька -10 %, на четвертому іспанська — 7 %.
Одним з п'яти головних операторів МОФ є телеканал TV5 MONDE, щотижнева аудиторія якого становить близько 210 мільйонів сімей з майже 200 країн і територій світу.
Парламентська Асамблея Франкофонії об'єднує 77 парламентів та міжпарламентських організацій світу.
Міжуніверситетське Агентство Франкофонії об'єднує 710 закладів вищої освіти та науково-дослідних установ 85 країн світу.
До Міжнародної Асоціації мерів франкофонних міст входять 184 міста з 37 країн світу.
Стастичні дані за матеріалами сайту МЗС України

## Члени франкофонії
| - Бельгія - Болгарія - Франція - Греція - Люксембург - Північна Македонія - Молдова - Монако - Румунія - Швейцарія - Кіпр - Асоційовані члени: - Вірменія - Албанія - Андорра - У ролі спостерігача: - Хорватія - Латвія - Литва - Польща - Сербія - Словаччина - Словенія - Австрія - Чехія - Угорщина - Грузія - Україна | - Канада - Домініка - Гаїті - Сент-Люсія - Заморські володіння Франції: - Мартиніка - Гваделупа - Французька Гвіана - Сен-П'єр і Мікелон | - Єгипет - Екваторіальна Гвінея - Бенін - Буркіна-Фасо - Бурунді - Джибуті - Кот-д'Івуар - Габон - Гвінея - Гвінея-Бісау - Камерун - Кабо-Верде - Коморські Острови - Республіка Конго - ДР Конго - Мадагаскар - Малі - Марокко - Мавританія - Маврикій - Нігер - Руанда - Сан-Томе і Принсіпі - Сенегал - Сейшельські Острови - Чад - Того - Туніс - Центральноафриканська Республіка - У ролі спостерігача: - Мозамбік | - Камбоджа - Лаос - Ліван - В'єтнам - У ролі спостерігача: - Таїланд | - Вануату |